# Karangsemanding
Karangsemanding is een bestuurslaag in het regentschap Gresik van de provincie Oost-Java, Indonesië. Karangsemanding telt 2286 inwoners (volkstelling 2010).